# エチルパラニトロフェニルチオノベンゼンホスホネイト
エチルパラニトロフェニルチオノベンゼンホスホネイト（英: Ethyl p-nitrophenyl benzenethionophosphonate, EPN）はチオリン酸エステルの一種である。殺虫剤として用いられる。また、日本においては毒物及び劇物取締法第二条によって指定されている毒物の一種である。

## 作用機序
EPNは、代謝によって酸化アナログのEPNOを生じることにより遅発性神経毒性を示すアセチルコリンエステラーゼ (AChE) 阻害剤である。AChEは興奮性神経伝達物質であるアセチルコリンを加水分解する酵素であるが、EPNOはAChEの活性部位に存在するセリン残基に結合してその活動を阻害する。するとコリン作動性シナプスにおいてアセチルコリンが分解されないまま蓄積されていく。蓄積したアセチルコリンによってコリン作動性受容体が刺激され続ける状態になるため、さまざまな神経症状を示す。

## 合成法
クロロベンゼンからの多段階反応により得られる。